# 利奥波德一世 (安哈尔特-德绍)

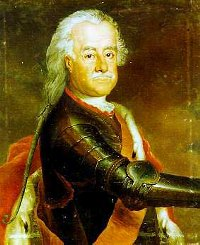
安哈爾特-德紹的利奧波德一世

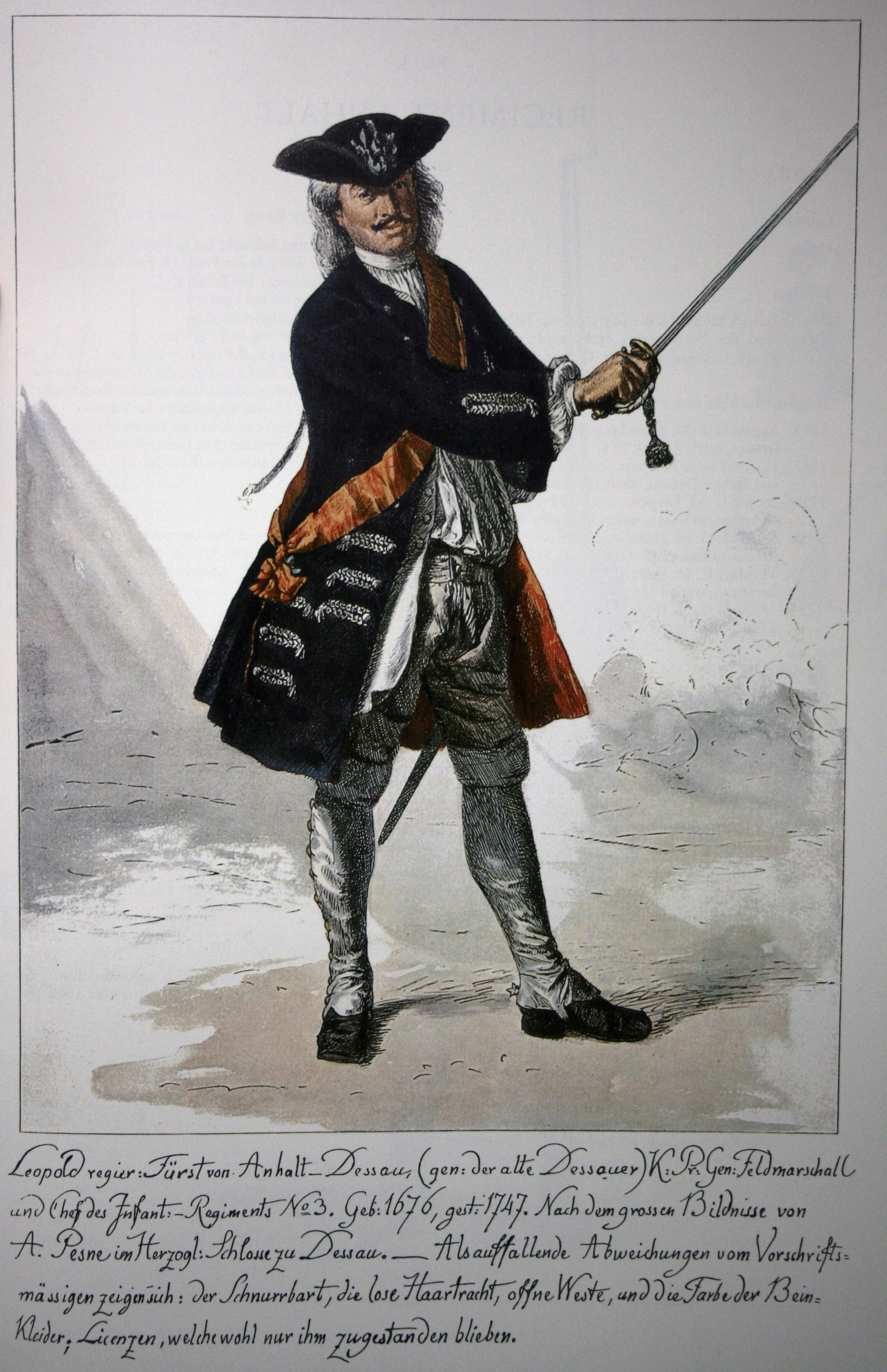
安哈爾特-德紹的利奧波德一世

安哈尔特-德绍的利奧波德一世（德语：Leopold I. von Anhalt-Dessau，1676年7月3日—1747年4月7日），安哈尔特-德绍親王，普魯士元帥，腓特烈大帝時期的一代名將。利奧波德的父親約翰·格奧爾格二世是安哈爾特-德紹親王，母親是奧蘭治親王弗雷德里克·亨德里克的女兒亨麗埃特·卡塔里娜。

## 生平
利奧波德出生時，兄長已早逝，成為父母唯一的兒子。利奧波德年少時已經投身軍隊，於1693年成為軍團的上校。同年8月7日，父親約翰·格奧爾格二世逝世，當時只有17歲的利奧波德繼承爵位。1695年，利奧波德的首仗是參加大同盟戰爭的那慕爾圍城戰，在戰場上直至1697年，安哈爾特-德紹的政務由母親打理。

### 西班牙王位繼承戰爭
1701年，西班牙王位繼承戰爭爆發，他終於在普魯士軍中扶搖直上。1702年，利奧波德作為普魯士在法蘭德斯與萊茵河戰線軍團的主帥，參與了圍攻凱澤斯韋爾特及芬洛。翌年，晉升為中將。1703年，他參與圍攻波恩及赫希施塔特戰役，但是於此戰役，奧地利軍及普魯士的盟軍卻於1703年9月20日被法國元帥克洛德·路易·赫克托爾·德·維拉爾所打敗。1704年，他麾下的普魯士軍隊先後跟隨名將巴登藩侯路德維希·威廉及歐根親王作戰並在布倫海姆戰役中取得決定性勝利。1705年，利奧波德被派去追隨歐根親王至意大利，並於卡薩諾戰役 (1705年)中與旺多姆公爵路易·約瑟夫·德·波旁率領的法軍激戰，但被擊敗。在都靈圍城戰，利奧波德率先進入敵軍戰壕，大敗法軍。利奧波德在意大利戰線打了幾場戰役，便隨同歐根親王聯合馬爾博羅公爵率領的英軍在尼德蘭作戰，參與於1709年的圖爾奈圍城戰及馬爾普拉凱戰役。
1710年，利奧波德成為普魯士軍隊在法國戰線的總指揮，並於1712年被普魯士王儲腓特烈·威廉一世提拔為元帥。不久，在此之前他已經對普魯士國王聲稱擁有權，但是被荷蘭蔑視的莫斯城堡執行的重大的政變任務。這次行動是絕對精確，城堡在不費一槍一彈下被攻陷。在腓特烈·威廉一世統治的早期，利奧波德是普魯士執政圈最有影響力的成員之一。

### 大北方戰爭
雖然普魯士與瑞典敵對，但是普魯士不願參加大北方戰爭。但是在俄羅斯摧毀大部分的瑞典軍隊後，普魯士在1715才參戰。利奧波德伴隨國王腓特烈·威廉一世，率領40000人的軍隊，並於11月16日在呂根島的一場惡戰打敗比他們數量少得多的瑞典國王查理十二的軍隊及其盟友施特拉爾松的的丹麥軍隊。在和平時期，特別是在1725年於王庭上與弗雷德里希·威廉·馮·哥倫布考爭吵及決鬥後，利奧波德投身於普魯士軍隊的訓練中。
利奧波德亦是普魯士陸軍的主要組織者和改革者。奧地利王位繼承戰爭中坐鎮本土，於凱撒斯多夫會戰擊退奧軍。他在普軍中德高望重，是軍隊的精神領袖，綽號「德紹老頭」，於1747年去世。利奧波德一門父子四元帥，除了他本人以外，次子馬克西米利安、第三子迪特里希和第五子莫里茨後來都先後成為普魯士元帥。

## 家庭
1698年，利奧波德一世與安娜·路易絲·佛斯結婚，兩人共有5子4女：
1. 威廉·古斯塔夫（英语：William Gustav of Anhalt-Dessau）（1699年—1737年）
2. 利奧波德（1700年—1751年）
3. 迪特里希（1702年—1769年）
4. 腓特烈（英语：Prince Frederick Henry Eugen of Anhalt-Dessau）（1705年—1781年）
5. 路易絲（英语：Louise of Anhalt-Dessau (1709–1732)）（1709年—1732年）
6. 莫里茨（1712年—1760年）
7. 安娜·威廉明妮（1715年—1780年）
8. 利奧波汀·瑪麗
9. 亨麗埃特（英语：Henriette Amalie of Anhalt-Dessau）（1720年—1793年）

## 參看
- 安哈尔特-德绍
- 腓特烈大帝